# Hamilton C shell
Die Hamilton C shell ist ein von Nicole Hamilton zunächst für OS/2, ab 1992 auch für Microsoft Windows NT entwickelter Kommandozeileninterpreter, der in Bedienung und Funktion an die C-Shell von Unix-Systemen angelehnt ist. Das Programm steht unter einer kommerziellen Lizenz.

## Funktionen
Um die Kompatibilität mit der klassischen C-Shell zu verbessern, verfügt die Hamilton C shell neben einer erweiterten Implementierung der csh-Programmiersprache auch über einen eigenen Befehlssatz, der mit der ursprünglichen Shell kompatibel ist; dazu zählt neben eingebauten Befehlen auch eine Reihe von nativen Windowsversionen von standardisierten POSIX-Befehlen, darunter more, grep, tail und diff.

## Besonderheiten
Im Gegensatz zu anderen Unix-Shell-Portierungen für Windows greift die Hamilton C shell direkt über das WinAPI auf das zugrunde liegende Betriebssystem zu, womit ihr das native Dateisystem sowie native Threads zur Verfügung stehen.